# تپه کول باشی ۲
تپه کول باشی ۲ مربوط به دوره اشکانیان - دوره ساسانیان است و در شهرستان سرآب، بخش مرکزی، دهستان حومه، ۱/۵ کیلومتری غرب روستای هولیق واقع شده و این اثر در تاریخ ۶ اسفند ۱۳۸۵ با شمارهٔ ثبت ۱۷۴۹۵ به‌عنوان یکی از آثار ملی ایران به ثبت رسیده است.